# Cartografie

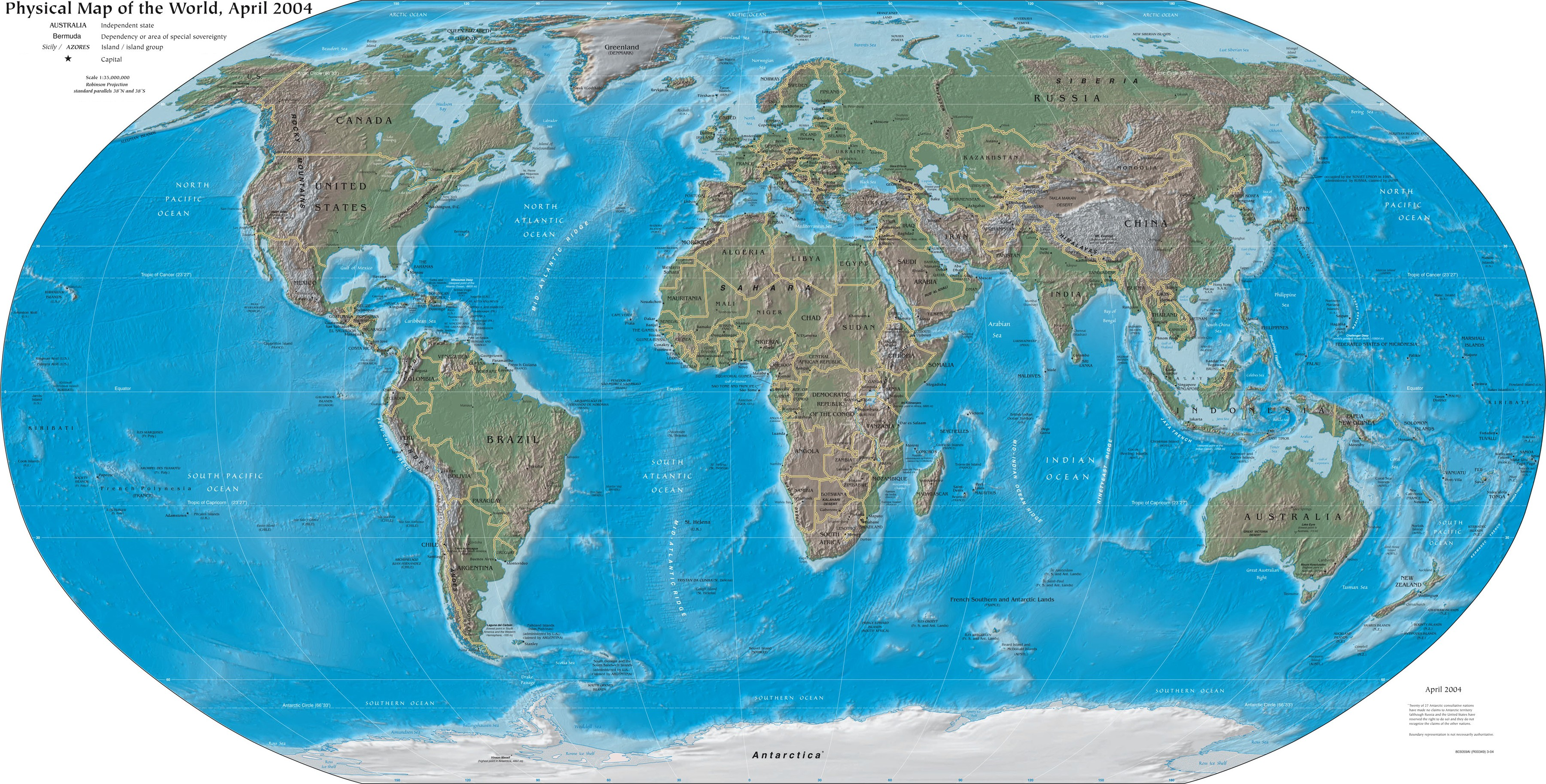
Fysische wereldkaart, 2004

Cartografie (binnen het vakgebied zelf doorgaans gespeld als kartografie) is de wetenschap en techniek om geo-informatie (informatie met een geografische component) door middel van doelgerichte visualisatie te communiceren met behulp van een papieren of digitale kaart. Iemand die dergelijke kaarten en aanverwante producten samenstelt wordt cartograaf genoemd.
Bij cartografie gaat het om het inzichtelijk maken van de boodschap van de kaart, het liefst in een oogopslag. Bij cartografie staat de gebruiker en daarmee een bepaalde doelgroep centraal. Bij met name digitale kaarten en zeker bij open data is echter niet volledig bekend wie de gebruiker is, wat extra eisen stelt aan de cartografie. Metadata is mede daardoor steeds belangrijker geworden.

## Algemeen
Het begrip "cartografie" is in het begin van de 19e eeuw ontstaan. Het is een samentrekking van het Griekse "khartes" = papyrus (papier) en "graphein" = schrijven.
Cartografie wordt wel gedefinieerd als:
- Het toegankelijk en hanteerbaar maken, en overdragen van ruimtelijke informatie, met nadruk op de visualisatie en interactie, afgestemd op het oplossen van ruimtelijke problemen.
- Cartografie is de wetenschap die alle methodes bestudeert om aardrijkskundige verschijnselen weer te geven op een kaart.[1]

Cartografie is de communicatiewetenschap, die zich bezighoudt met het doorgeven van informatie door middel van kaarten. Dit kunnen topografische of thematische kaarten zijn.
Tegenwoordig worden bijna alle kaarten digitaal gemaakt. Kaarten vormen in een geografisch informatiesysteem (GIS) een essentieel onderdeel bij het raadplegen van informatie.

## Historie
Strabo (ca. 64 v.Chr. - 19 na Chr.) was een Griekse historicus, wiens werk Geographika een beschrijving van de toen bekende wereld bevatte. Aan de hand van deze beschrijving kunnen we een kaart tekenen die de wereld afbeeldt zoals ze door Strabo werd beschreven.
Enige tijd later zou Claudius Ptolemaeus (87 - 168 n.Chr.) met zijn Cosmographia of Geographia een gids voor het maken van kaarten met een lijst van de geografische lengte en breedte van ca. 350 plaatsen een werk uitbrengen aan de hand waarvan men een serie kaarten kon tekenen van de gehele aan de auteur bekende wereld.
Het begin van de grote ontdekkingsreizen luidde een nieuwe ontwikkeling van de cartografie in. Tot in de 15e eeuw waren landkaarten gebaseerd op het klassieke werk van Ptolemaeus en "Atlas factise", willekeurige verzamelingen van samengebonden kaarten. Een van de vroegste, mogelijk zelfs de eerste, atlassen die dat predicaat daadwerkelijk verdient was de nautische atlas van Battista Agnese uit Genua uit de 16e eeuw. Het begrip 'Atlas' werd geïntroduceerd door Gerard Mercator.

## Cartografische technieken
De meest algemene cartografische techniek is de landkaart. Dit is een gemodelleerde weergave van het aardoppervlak; meestal een geografische weergave, soms schematisch. Betreft het een cartografische landkaart, dan wordt per definitie gebruikgemaakt van een schaal, zodat de weergave meegenomen kan worden of op een beeldscherm kan worden getoond (zie onder 'beeldschermcartografie')
Belangrijke aspecten binnen de cartografie zijn:
InformatieanalyseVooraf moet goed worden nagedacht over wat er aan informatie moet worden overgebracht en ook worden vastgesteld of een kaart wel het juiste middel is. Een kaart is met name geschikt om te tonen waar een ruimtelijk verschijnsel wel of juist niet is en waar zich iets veel voordoet (geclusterd is) ten opzichte van andere plekken. Bij het maken van een kaart moeten vooraf verschillende vragen worden beantwoord. Bij thematische informatie bijvoorbeeld: welke thema's moeten er worden getoond en moeten er naargelang de hoeveelheid over te brengen informatie voor het overzicht aan de gebruiker een of meerdere kaarten worden gemaakt? Zijn er ruimtelijke relaties tussen verschillende ruimtelijke verschijnselen (clustering of spreiding) en zijn er (horizontale of verticale) relaties tussen verschillende verschijnselen?
IdentificatieDe gebruiker moet in een opslag kunnen zien waar het getoonde gebied zich bevindt (externe identificatie). Daarvoor kan gebruik worden gemaakt van inzetkaartjes, die aangeven waar binnen een voor de gebruiker bekend gebied (bijvoorbeeld een land, provincie of gemeente) het kaartgebied ligt. Ook moet de gebruiker aan de titel en legenda snel kunnen afleiden waar de informatie over gaat (interne identificatie). De titel moet dus eenduidig zijn en de legenda overzichtelijk. Belangrijk zijn de invarianten (onveranderlijke gegevens), die vaak worden gebruikt voor de titel. Bijvoorbeeld: 'bevolkingsdichtheid in land x in jaar y' of 'geologische kaart van provincie x'.
Visuele hiërarchieDe kleuren, groottes en vormen moeten dusdanig uiteen liggen dat het voor een gebruiker in een opslag te zien is wat de informatie is die wordt gecommuniceerd. Voor de weer te geven geo-informatie geldt dat de rangorde doorgaans is: vlakken onderaan, lijnen daarboven, en punten en teksten daar weer boven. Met behulp van bijvoorbeeld grootte (punten), diktes (lijnen) of kleurschalen (vlakken) kan hiërarchie verder worden benadrukt. Daarnaast moet bij thematische kaarten het onderscheid helder zijn tussen de informatie en de onderliggende topografische referentie (externe identificatie) zoals een achtergrondkaart of luchtfoto. Een drukke achtergrond moet bijvoorbeeld worden vermeden. Ook het onderscheid in kleur is van belang. Zo zijn lichte kleuren beter zichtbaar op een vaak wat donkerdere luchtfoto. Ook kan een achtergrond transparanter gemaakt worden of naar grijswaarden worden vertaald om de bovenliggende informatie er beter eruit te laten komen.
ClassificatieBij classificatie wordt vooraf gekeken naar de spreiding van de gegevens en het schaalniveau waarop deze worden getoond. Bij kaarten geldt net als bij alle vormen van communicatie de kunst van het weglaten. Het menselijk oog kan bijvoorbeeld maar een beperkt aantal kleuren en vormen helder onderscheiden op een kaart. Bij topografische kaarten worden daarom minder gegevens getoond bij kleinere schaalniveaus om de informatie overzichtelijk te houden. Daarbij wordt gewerkt met een hiërarchie van de gegevens, waarbij gegevens van een lagere orde worden weggelaten of worden gegeneraliseerd. Bij thematische kaarten moet het aantal klassen per thema zo beperkt mogelijk worden gehouden (maximaal 7 tot 8). Met vormen, groottes, kleuren en arcering kunnen meerdere thema's worden weergegeven, maar voor het overzicht voor de gebruiker moet dit altijd beperkt worden gehouden om de informatie leesbaar te houden. Bij classificatie is ook van belang of het om kwantitatieve of kwalitatieve gegevens gaat: dit heeft namelijk binnen de cartografie grote invloed op de visualisatie. Zo mogen bijvoorbeeld aantallen per vlak (kwantitatieve gegevens) niet via een kleurschaal worden getoond, aangezien er dan een verkeerde boodschap wordt gegeven aan de gebruiker. Zo zal bijvoorbeeld het aantal auto's in Amsterdam veel hoger liggen dan in Schiermonnikoog. Voor een dergelijke visualisatie moeten de gegevens dan eerst worden genormaliseerd tot bijvoorbeeld percentages of in het genoemde voorbeeld aantallen per 1000 inwoners.

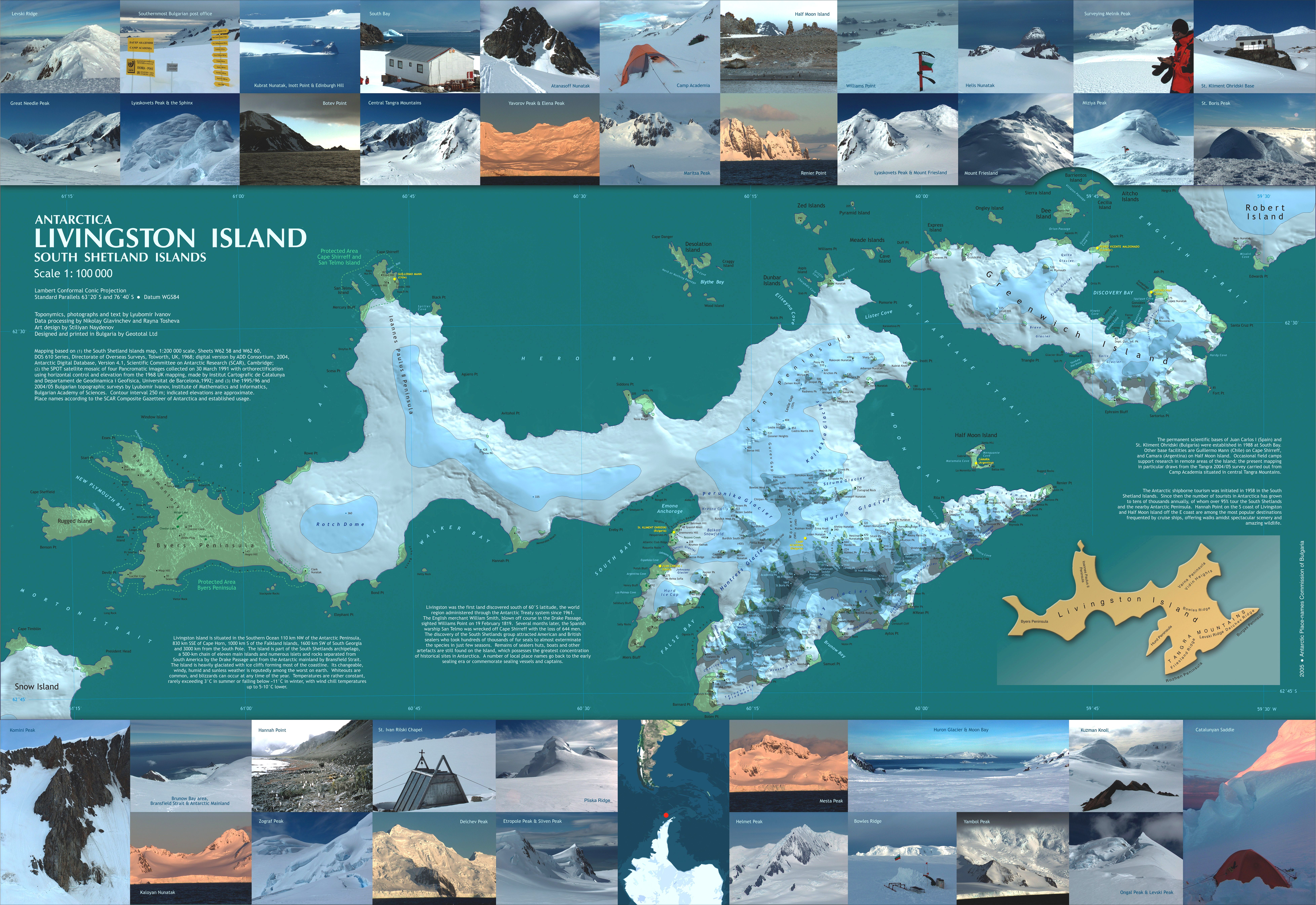
Geïllustreerde landkaart.
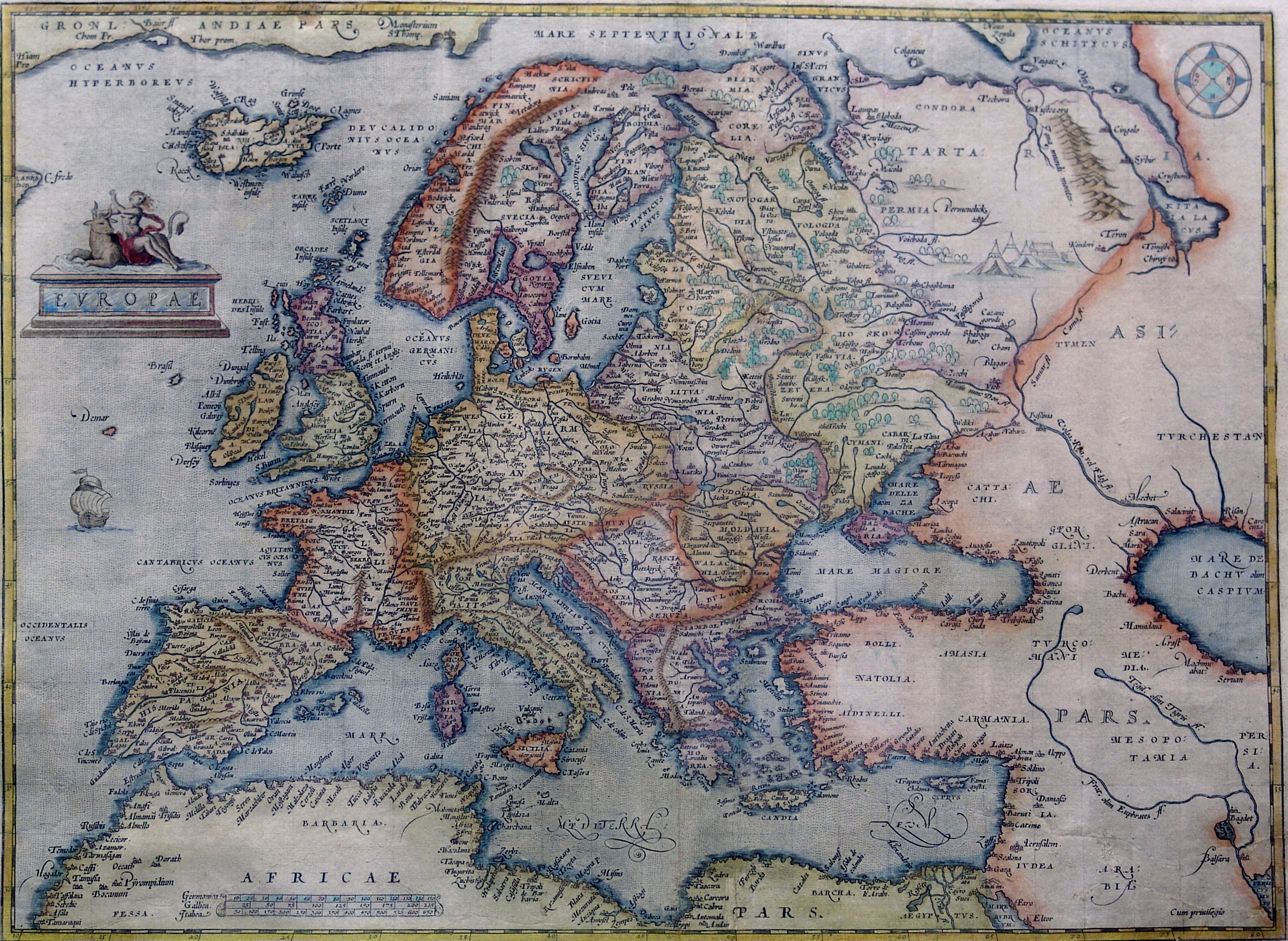
Kaart van Europa door Abraham Ortelius, 1595
Kaart van de poolcirkel door Frederick de Wit.
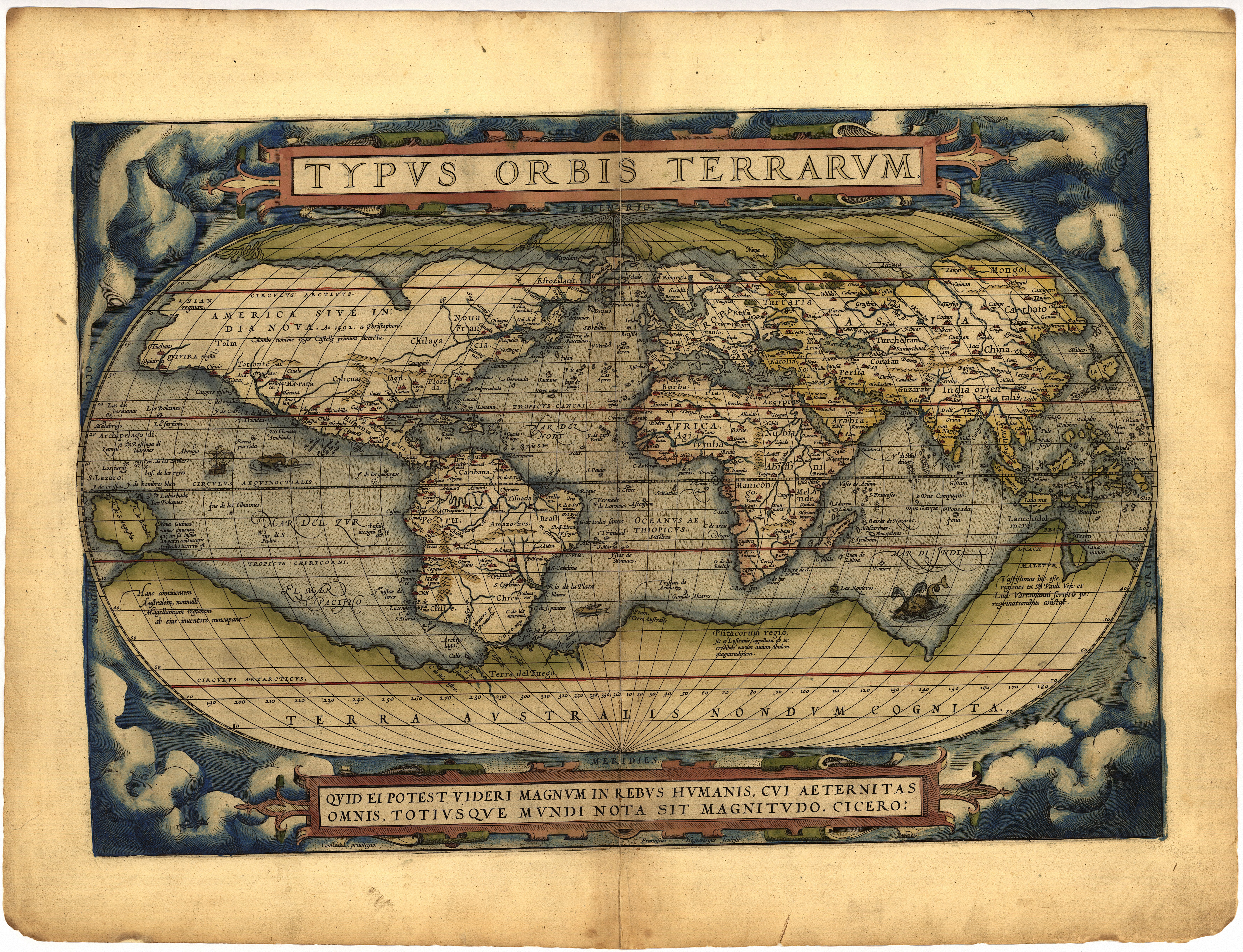
Wereldkaart: Typus Orbis Terrarum van Abraham Ortelius, 1570.

## Cartografen

### Zestiende eeuw
Nederlandse en Vlaamse cartografen uit de zestiende eeuw:
| - Willem Barentsz - Pieter van der Beke - Petrus Bertius | - Jacob van Deventer - Lodovico Guicciardini - Judocus Hondius - Gerard de Jode en Cornelis de Jode | - Pieter van den Keere (Petrus Kaerius) - Gerardus Mercator - Abraham Ortelius | - Petrus Plancius - Christiaan Sgroten - Lucas Janszoon Waghenaer |

### Zeventiende eeuw
Cartografen uit de zeventiende eeuw:
| - Carel Allard - Joan Blaeu - Willem Blaeu | - Cornelis Doetsz - Hessel Gerritsz - Pieter Goos | - Hendrik Hondius - Johannes Janssonius - Het Huis van Keulen | - Dirck Rembrantsz van Nierop - De familie Visscher - Frederik de Wit |

### Anderen
| - Jean Baptiste Bourguignon d'Anville - Covens en Mortier - Gijsbert Franco von Derfelden van Hinderstein - Max Eckert-Greifendorff - Nicolas de Fer - Jozef de Ferraris | - Isaak de Graaf - Isaac Haringhuysen - de Hattinga's - Johann Baptist Homann - Cornelis Koeman - Jacob Kuyper - Johann Heinrich Lambert - Rudolf Leuzinger | - Andreas van Luchtenburg - Symon van de Moolen - Ferjan Ormeling - Ferdinand Jan Ormeling sr. - Govaert Maartensz Oostwoud - Jacob Oostwoud | - Laurens Praalder - Nicolas Sanson - Isaak Tirion - Jean Joseph Tranchot - Gerard Valck - Hendrik Verhees |

## Galerij

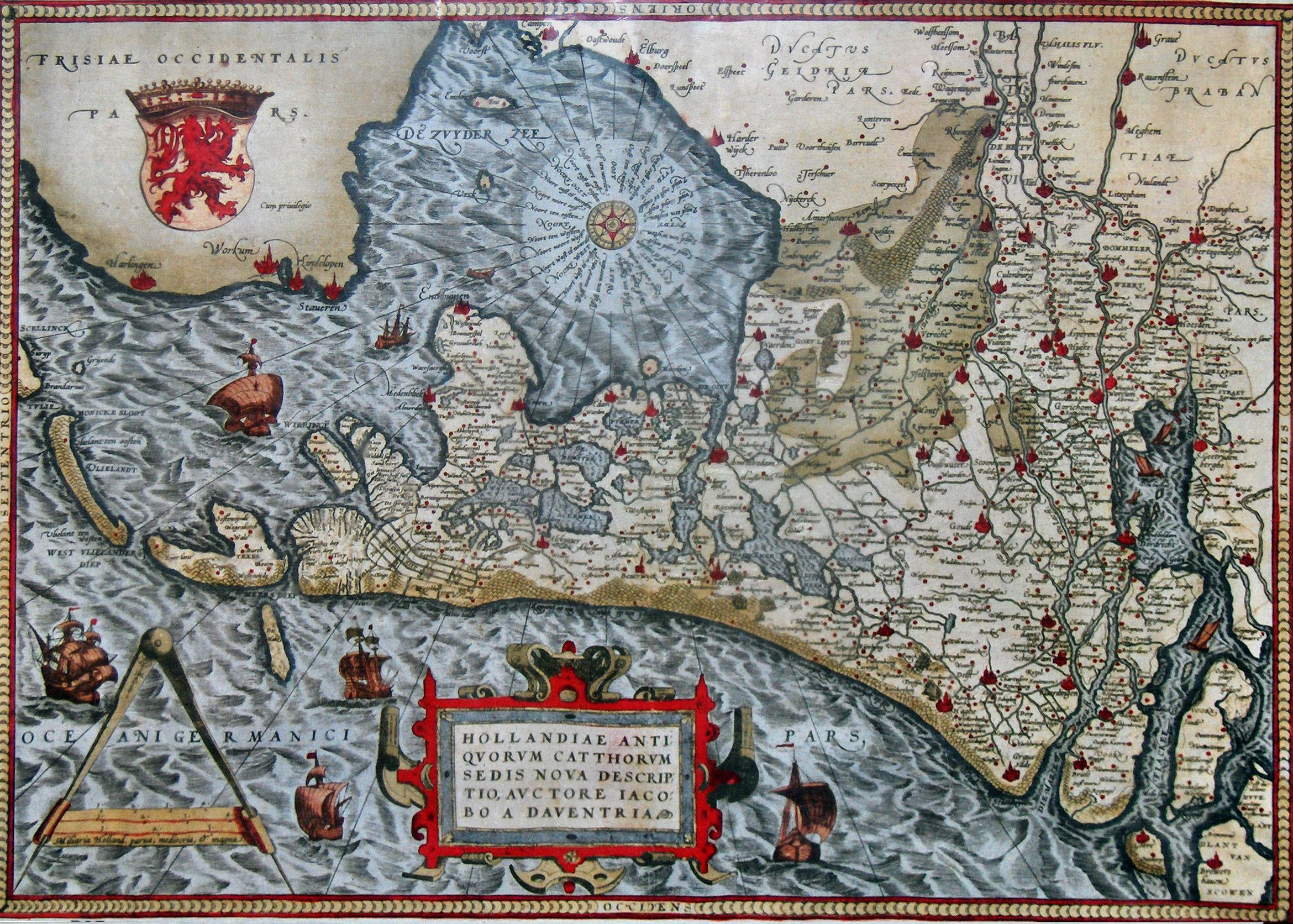
Hollandse kust en de Zuiderzee. Abraham Ortelius naar Jacob van Deventer, 1570.
Kaart van Russische gebieden. Abraham Ortelius, c. 1570.
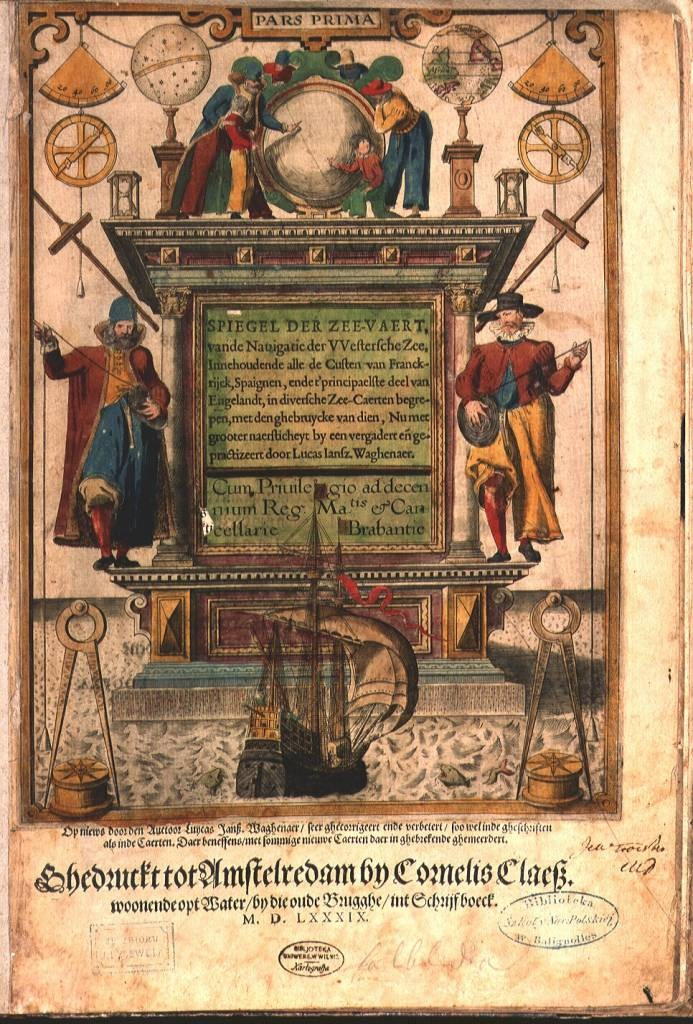
Spiegel der Zee-Vaert, Lucas Jansz. Waghenaer, 1589.
Kaart van de expeditie van Alexander de Grote. Abraham Ortelius, c. 1595.
IJsland. Gerard Mercator, c. 1595.
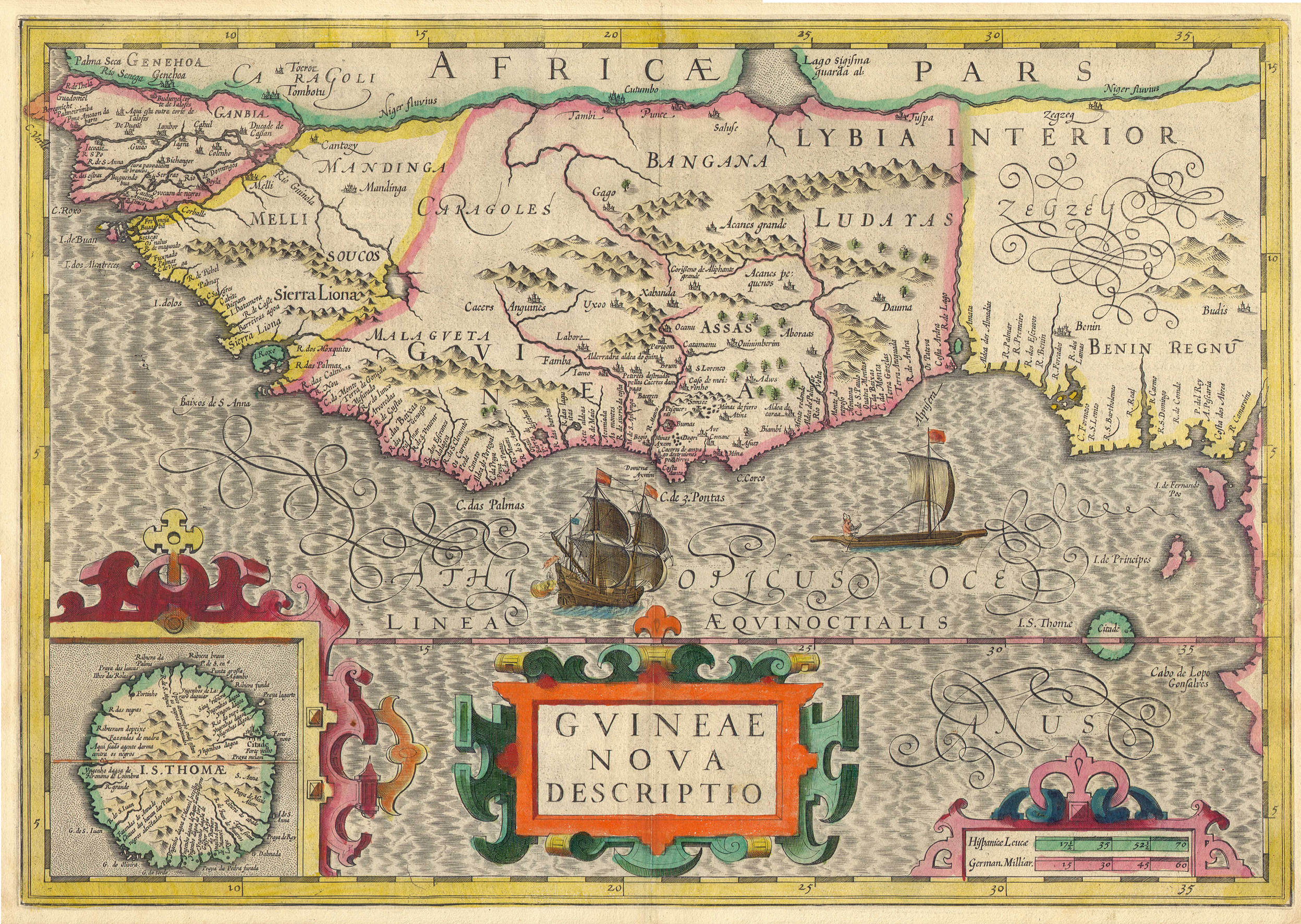
Guineae Nova Descriptio. Judocus Hondius, 1606.
Kaart van Europa door Willem Blaeu, c. 1630.
Kaart van Nova Zembla. Gedrukt door Willem Blaeu, c. 1662.
Zeekaart van Rusland en Nova Zembla. Uitgegeven door Frederick de Wit, c. 1675.
Kaart van Europa. Carel Allard, c. 1690.
Wereldkaarten. Carel Allard, c. 1702.
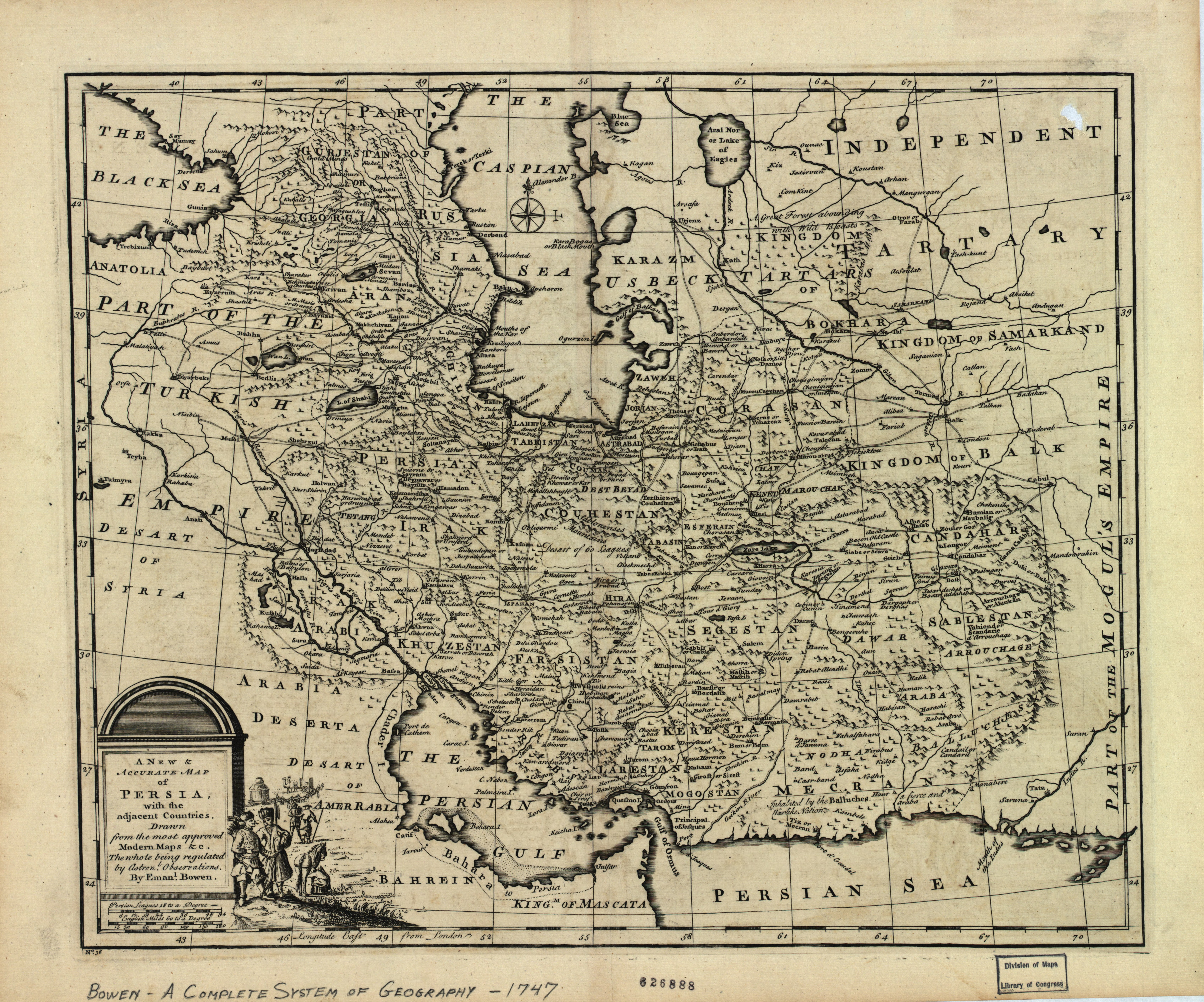
Kaart van Persië. Bowen, 1747.